# باسم حمد الدويري

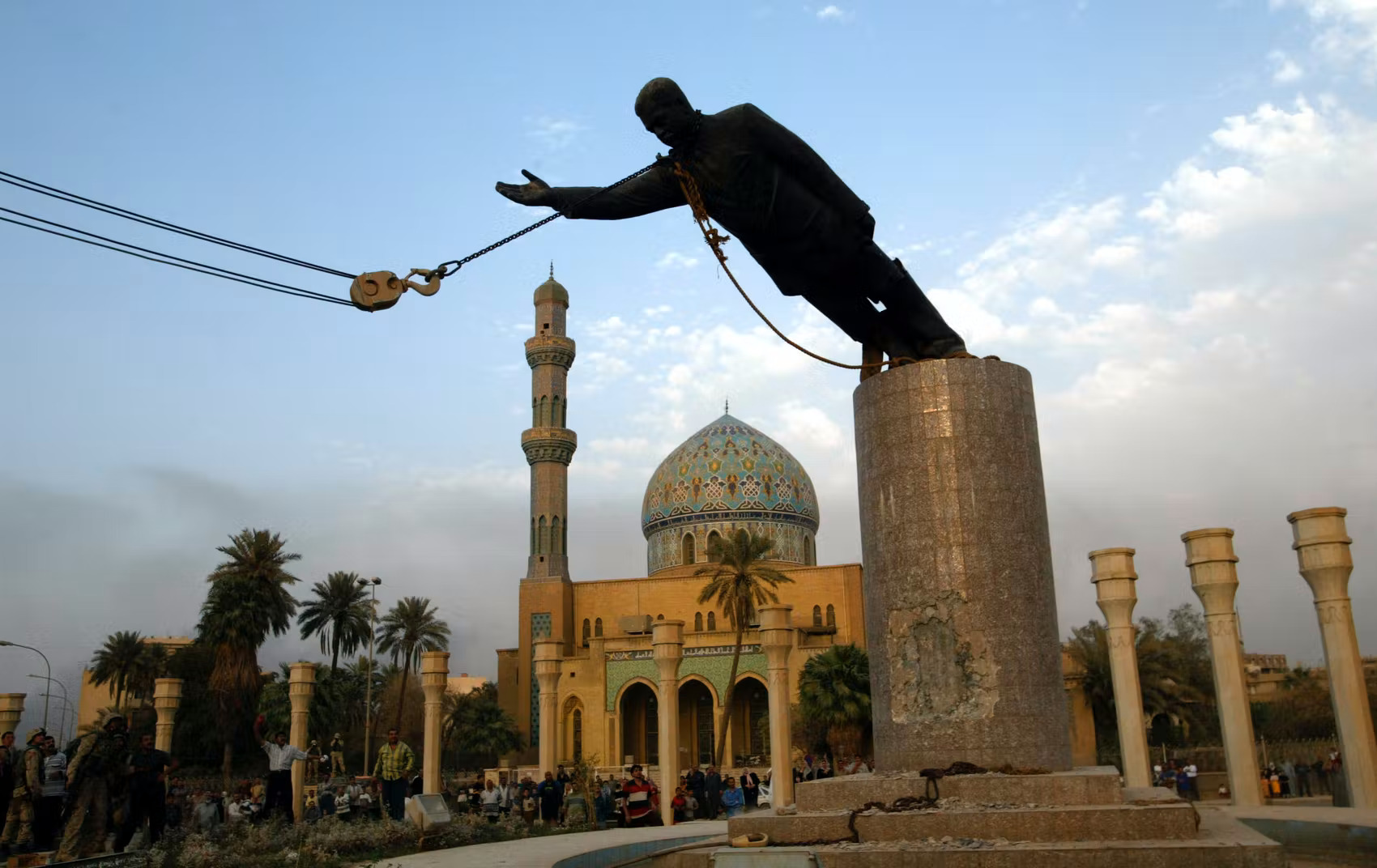
مشهد سقوط تمثال الرئيس العراقي الأسبق صدام حسين عام 2003م بعد دخول القوات الأمريكية بغداد

باسم حمد الدويري (1973 - في 19 سبتمبر 2007) نحات وفنان تشكيلي عراقي، شارك في تأسيس جمعية فنانين في بغداد، أطلق عليها اسم "مجموعة الناجين" بعد الإطاحة بنظام صدام حسين عام 2003. أشهر أعماله جاءت بعد الإطاحة بصدام حسين، حيث طلب منه إقامة تمثال جديد في ساحة الفردوس، بعد تدمير تمثال صدام حسين في 9 أبريل 2003. حيث قام بتصميم تمثال جديد وبناه مع مجموعة من الفنانين واستخدموا فيه أساليب البناء الأساسية، وهو تمثال أخضر تجريدي يرمز للحرية، بُني بأرتفاع 7 أمتار (23 قدم)، يرمز لعائلة عراقية تحمل هلالاً يشير إلى الدين الإسلامي وشمس تشير الى الحضارة السومرية القديمة.

## وفاته
توفي أثر حادث سيارة في مدينة الكوت جنوب العراق في 19 سبتمبر 2007، كان يقود سيارته لزيارة أقاربه وهو في طريق العودة انفجرت احدى إطارات سيارته مما أدى إلى انقلابها، كانت معه زوجته لكنها نجت رغم انها كانت حامل في طفلها الأول.

## روابط خارجية
- فليكر: صورة لنحت ساحة الفردوس بواسطة باسم حمد الدويري
- تغطية البي بي سي لسقوط تمثال ساحة الفردوس
- معلومات عن الفنان